# Xylocopa unicolor
Xylocopa unicolor är en biart som beskrevs av Smith 1861. Xylocopa unicolor ingår i släktet snickarbin, och familjen långtungebin. Inga underarter finns listade i Catalogue of Life.